# Metro v Brasílii

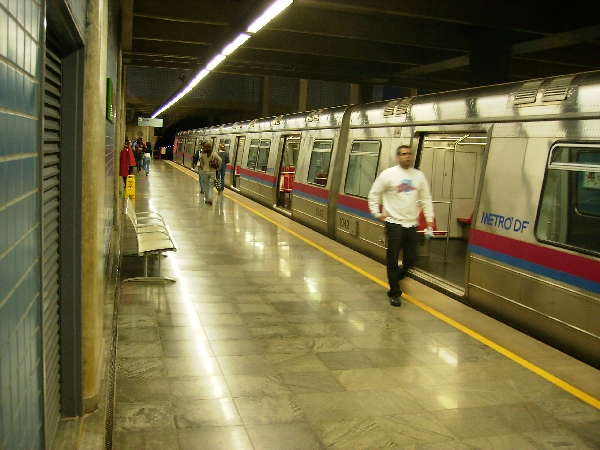
Stanice Central

Metro v Brasílii doplňuje od roku 2001 systém MHD v brazilské metropoli Brasílii. Podzemní dráhu tvoří dvě linky (oranžová a zelená), vedené velkou část však ve stejné trase (tj. trati). Provozovatelem je společnost Metrô-DF (Companhia do Metropolitano do Distrito Federal). Velká část celého provozu je vedená povrchově, metro zajišťuje spojení centra města a jeho jihozápadních částí a předměstí. Rozchod kolejí zde činí 1600 mm.

## Historický vývoj
S výstavbou v Brasílii se začalo roku 1992 a trvala devět let (oficiálním termínem otevření však měl být rok 1999). Zpoždění tedy bylo dvouleté. Slavnostní otevření proběhlo 31. března 2001. Běžný provoz s cestujícími však začal až 24. srpna téhož roku. Během prvních měsíců svého provozu metro jezdilo pouze v dopoledních a odpoledních hodinách; cestujícím sloužilo 32 z dnešních 41 km tratí a 11 stanic. Stanice Concessionárias například byla otevřena až roku 2002. V současné době metro slouží v pracovní dny, ne však večer či o víkendech.
Podzemní dráha však do jisté míry svůj účel nesplnila; páteří systému městské dopravy stále zůstává doprava autobusová. Některé čtvrti (jako například Águas Claras) jsou však metrem obslouženy relativně přijatelně. V současné době se budují nové úseky; hlavně na západě města (prodlužování zelené linky do čtvrti Ceilândia).